# Dương Tiễn (hoạn quan)
Dương Tiễn (giản thể: 杨戬; phồn thể: 楊戩; bính âm: Yáng Jiǎn, ? – 1121) là hoạn quan và đại thần nhà Bắc Tống trong lịch sử Trung Quốc.

## Thăng tiến
Dương Tiễn vào cung làm hoạn quan từ nhỏ. Ông được giao hầu hạ các cung nữ được sủng ái.
Khi Tống Huy Tông lên ngôi dùng ông làm người hầu hạ. Dương Tiễn khéo biết tâm lý vua nên rất được lòng vua Huy Tông. Huy Tông sai ông phụ trách việc nội thị tỉnh trong cung. Ông hoàn thành việc xây minh đường, đúc nhiều đỉnh lớn, xây các dinh phủ lớn, cung Long Đức.
Năm 1114, Dương Tiễn được phong làm Tiết độ sứ Chương Hóa quân. Ông thường dẫn quân đi hộ vệ cho vua Huy Tông. Sau đó do được lòng vua, Dương Tiễn được phong từ Kiểm hiệu lên Thái truyền.

## Đề xướng chính sách tô thuế
Nghe theo lời của một viên lại nhỏ dưới quyền là Đỗ Công Tài, Dương Tiễn đề nghị vua Huy Tông tăng cường thu thuế sản lượng nông nghiệp của nông dân, thậm chí tính thuế trên cả những vùng đất bãi hoang, đồi trọc, đầm hồ mà họ không canh tác được cũng cưỡng bức dân phải nộp.
Việc này được áp dụng thí điểm ở Nhữ châu, sau đó nhân rộng ra Kinh Đông, Hoài Tây, Kinh Tây, Hoài Bắc. Sau khi đã xác định mức tô mà từng vùng phải nộp, kể cả khi vùng đó bị thiên tai lũ lụt hay hạn hán cũng không hề giảm thuế cho nông dân.
Không những thế, Dương Tiễn còn kiến nghị Tống Huy Tông lập ra cơ quan quản lý gọi là Sở tây thành. Mỗi huyện ngoài mức thuế thông thường còn phải nộp thêm 10 vạn quan tiền.
Chính sách này được vua Huy Tông cho áp dụng và Dương Tiễn càng được ân sủng của vua. Năm 1121, Dương Tiễn qua đời, được truy tặng chức Thái sư, hiệu là Ngô quốc công.

## TrongThủy hử
Dương Tiễn trong tác phẩm Thủy hử của Thi Nại Am và La Quán Trung được mô tả là một gian thần, cùng phe với Cao Cầu, Sái Kinh và Đồng Quán luôn có mưu đồ cướp đoạt công lao và làm hại các anh hùng Lương Sơn Bạc.
Tại hồi cuối cùng, khi Tống Giang, Lư Tuấn Nghĩa cùng các thủ lĩnh Lương Sơn Bạc còn sống sót trở về được phong chức, Dương Tiễn đồng mưu với 3 người vu cáo họ có mưu đồ làm phản. Huy Tông tỏ ra nghi ngờ, Dương Tiễn cùng 3 đại thần sai thủ hạ bỏ độc vào đồ ăn uống mà Huy Tông ban cho Tống Giang, Lư Tuấn Nghĩa để sát hại họ. Kết quả kéo theo cái chết của Lý Quỳ, Ngô Dụng và Hoa Vinh. Khi vụ việc bị phát giác do Tống Công Minh hiện hồn báo mộng cho Huy Tông, Dương Tiễn và mấy người cùng phe đổ trách nhiệm cho người hầu trực tiếp bỏ thuốc độc cho Tống Giang và Lư Tuấn Nghĩa và ám hại người này. Dương Tiễn, Đồng Quán, Cao Cầu, Sái Kinh chỉ bị Huy Tông trách mắng qua loa không bị trị tội.